# Samolot pasażerski

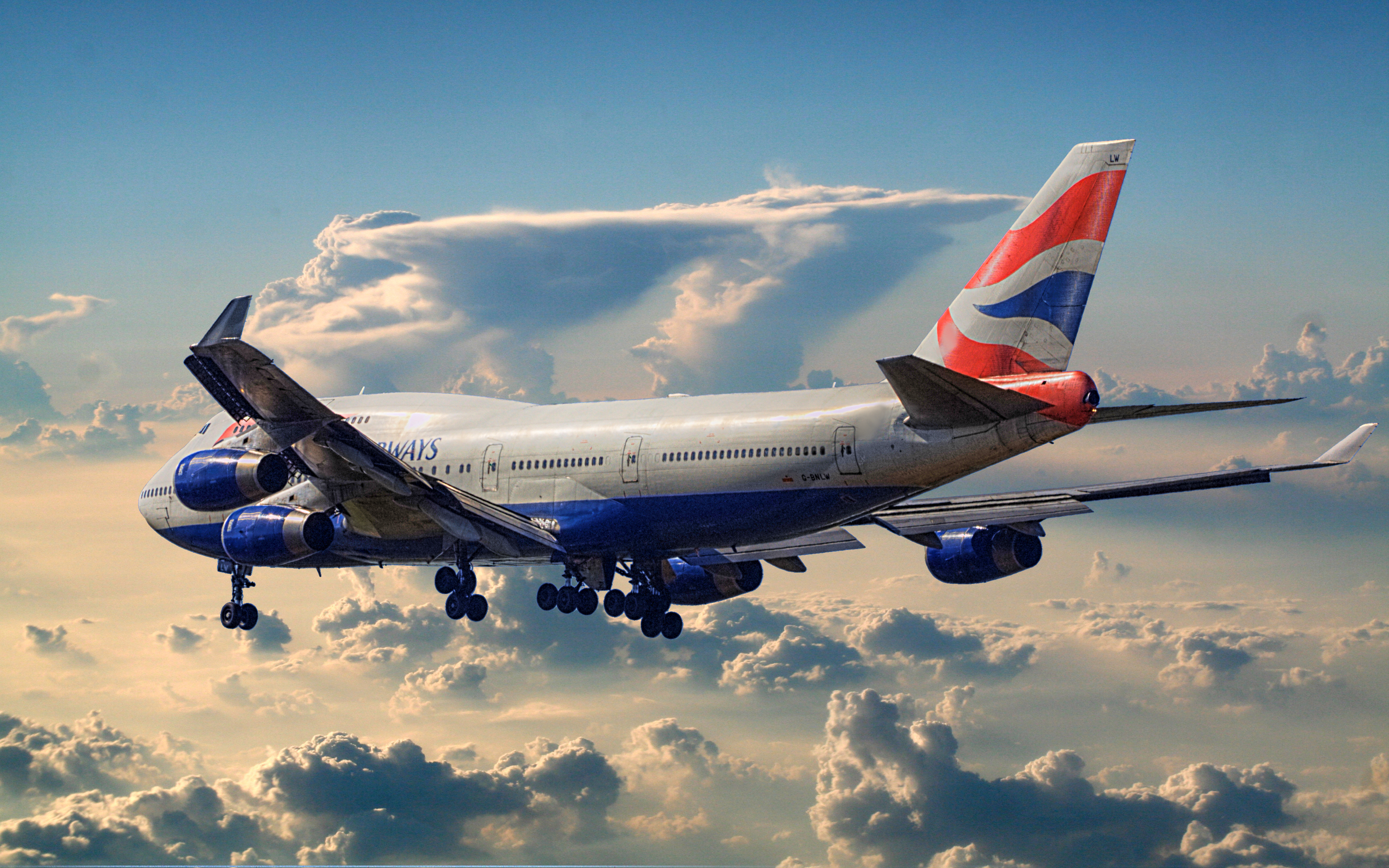
Samolot pasażerski Boeing 747-400

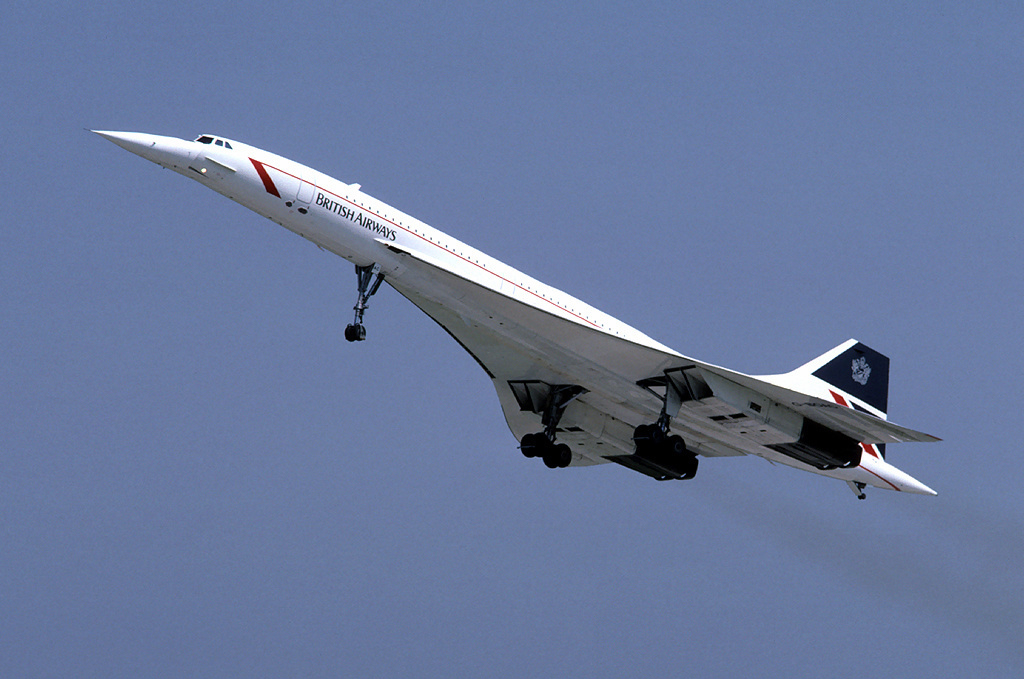
Ponaddźwiękowy samolot pasażerski Concorde

Samolot pasażerski – samolot przystosowany do transportu ludzi. Samoloty pasażerskie są w stanie przewieźć od kilku do kilkuset osób.
W chwili obecnej największym samolotem pasażerskim świata jest Airbus A380, wyprzedzając Boeinga 747, zwanego również „Jumbo Jetem”.
Największymi firmami produkującymi samoloty pasażerskie są między innymi: Boeing, Airbus, Embraer, Bombardier Aviation, Cessna, Learjet, ATR.
Standardowe samoloty pasażerskie latają z prędkością 800–1000 km/h (220–280 m/s). Na koniec roku 2018 w użytku było 25 830 samolotów pasażerskich.

## Rodzaje samolotów pasażerskich

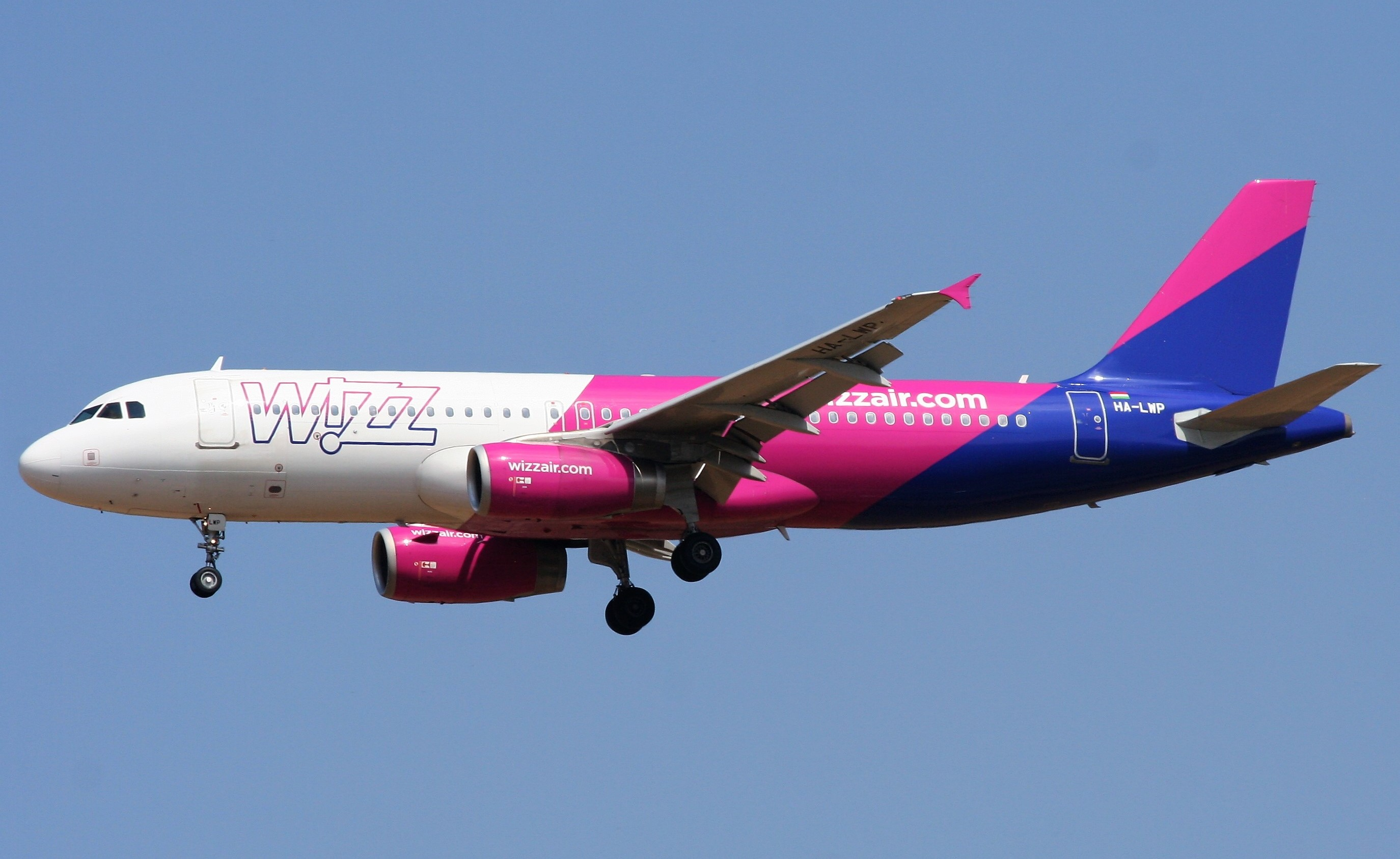
Airbus A320-200

### Samoloty szerokokadłubowe
Są to największe samoloty pasażerskie, zwykle używane do lotów długodystansowych: transkontynentalnych i transoceanicznych. Do kategorii tej zaliczają się m.in. Boeing 747, 747-400, 747-8, 767, 777, 787, Airbus A300, A310, A330, A340, A350, A380, Lockheed L-1011, McDonnell Douglas DC-10, McDonnell Douglas MD-11, Ił-86, Ił-96.

### Samoloty wąskokadłubowe
Są to mniejsze, bardziej powszechne samoloty najczęściej wykorzystywane na średniodystansowych trasach. Do kategorii tej zaliczają się m.in. Boeing 737, 757, McDonnell Douglas MD-80/MD-95, Airbus A220, A318, A319, A320, A321, Fokker 100, Ił-62, Tu-154, Tu-204, Jak-42, Embraer 170, Embraer 175, Embraer 190, Embraer 195, Suchoj SuperJet 100.

### Samoloty regionalne
Są to samoloty wykorzystywane na połączeniach krótkodystansowych. Należą do nich m.in. Boeing 717, Bombardier CRJ, Embraer 145, DHC-8, ATR 42, ATR 72, Saab 340, Saab 2000, Tu-134, An-24, An-140.